# Ezquioga-Ichaso
Ezquioga-Ichaso (oficialmente en euskera: Ezkio-Itsaso) es un municipio de la provincia de Guipúzcoa, País Vasco (España). 
Fue reconstituido formalmente tras la ejecución de la sentencia 1025/2020, de 16 de julio, dictada por el Tribunal Supremo y anulación del Decreto Foral 27/2016, de 20 de diciembre, de la Diputación Foral de Guipúzcoa, por el que se aprobaba la segregación de Ichaso y su constitución en municipio independiente, al considerarse que no se cumplió con el requisito legal del mínimo de población.
Se trata de un municipio de carácter rural, formado en 1964 por la fusión de los municipios de Ezquioga e Ichaso. En la década de 1930, Ezquioga alcanzó cierto renombre por unas supuestas apariciones de la Virgen María, que causaron bastante revuelo en la época. Estas apariciones no han sido reconocidas como auténticas por la Iglesia católica.
Además, está proyectada la construcción de una estación del tren de alta velocidad en este municipio, que pasará a convertirse en un importante nudo de comunicaciones de toda la comarca e interior de la provincia.
En este municipio se encuentra el Caserío-Museo Igartubeiti.

## Toponimia
Ezquioga-Ichaso es un nombre compuesto por el de los dos pueblos que se fusionaron en 1965 que dieron origen al actual municipio.
Se cree que el topónimo Ezquioga, está formado por ezki o eski, palabra vasca que puede significar arce o quejigo (un árbol similar al roble) y el sufijo -aga que se utiliza en lengua vasca como indicador de lugar. De esa forma se obtiene Ezquiaga, que es un apellido vasco existente. Se considera que Ezquioga no es sino una mera variante de Ezquiaga. Tendría Ezquioga por lo tanto el significado de el lugar del arce. Ezquioga es la forma más antigua y tradicional del topónimo, que además se conserva como nombre en español del pueblo. Transcrito con la moderna grafía vasca da lugar a Ezkioga, forma que también suele ser utilizada a veces. Sin embargo en vasco, idioma que por falta de una tradición escrita, estaba menos sujeto a una fijación de los nombres que el español; con el paso de los siglos Ezquioga evolucionó hasta dar lugar a Ezkio (se pronuncia como esquío), que es una forma sincopada del nombre original. Esta extendida denominación, que podríamos calificar como originalmente coloquial, fue oficializada a partir de 1981.
Ichaso es el otro pueblo que forma el municipio. La palabra vasca Itsaso es polisémica, ya que significa tanto mar como juncal o retamal. A pesar de que la localidad se encuentra alejada de la costa unas decenas de kilómetros algunos han querido ver una relación entre el mar y el nombre del pueblo, ya que la ermita de Kizkitza situada en Ichaso tiene una larga tradición de exvotos de marinos y pescadores, que tenían una gran devoción por esta advocación mariana, situada lejos de la costa. Lo más probable es que Ichaso sea también un fitónimo como Ezquioga, relacionado esta vez con los juncos o retamas y que la tradición marinera de su ermita surgiera a posteriori por la polisemia de Ichaso.
Hasta 1980 el municipio se denominó oficialmente Ezquioga-Ichaso. Tras denominarse brevemente Ezkioga-Itsaso (adaptación del nombre a la grafía vasca); en 1981 cambió a su denominación oficial.
No existe oficialmente un gentilicio común para denominar a todos los habitantes del municipio. Aunque ocasionalmente se emplee como gentilicio común ezkio-itsasoarra, se suele hablar de ezkiotarras e itsasoarras.

## Geografía

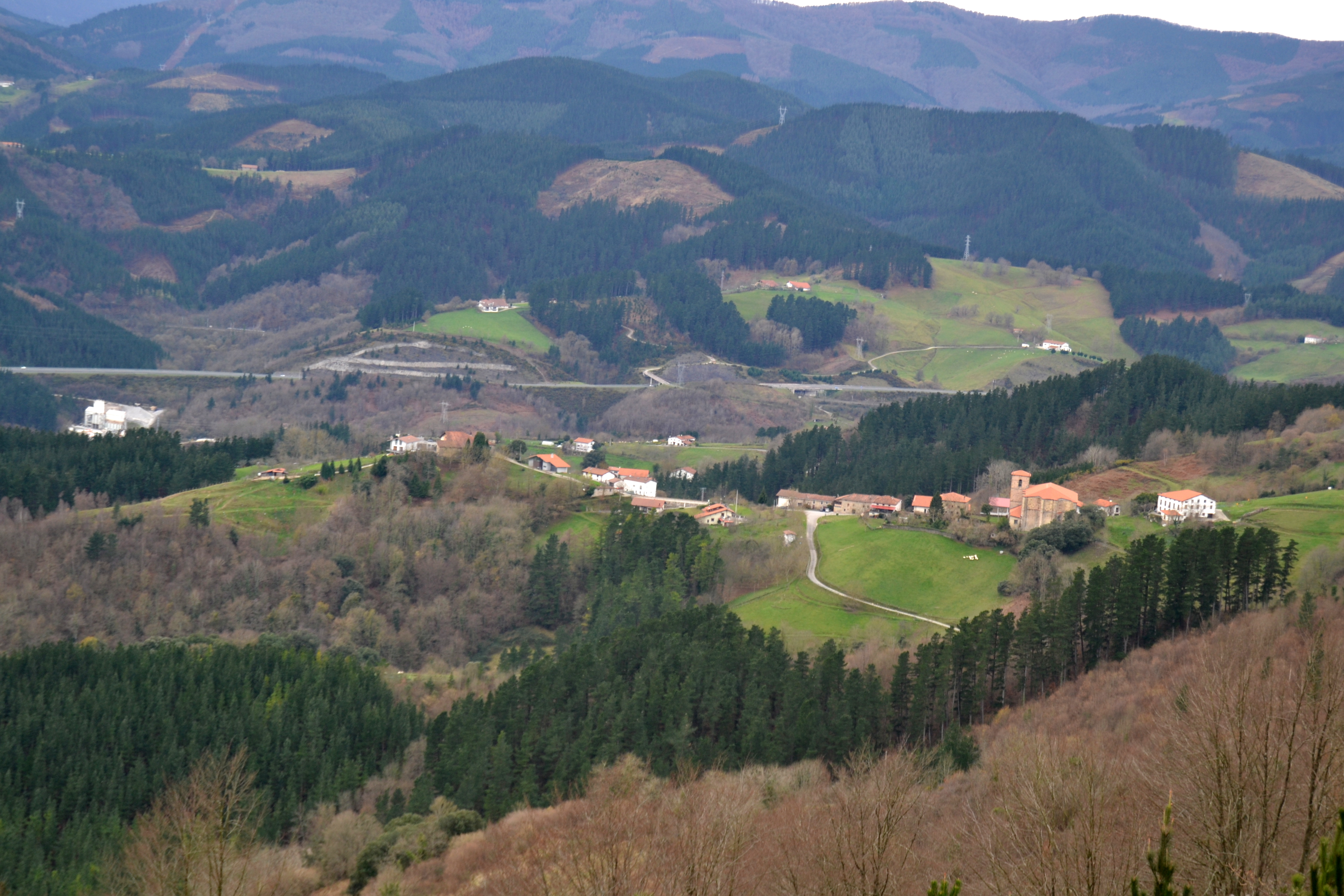
Ezquioga

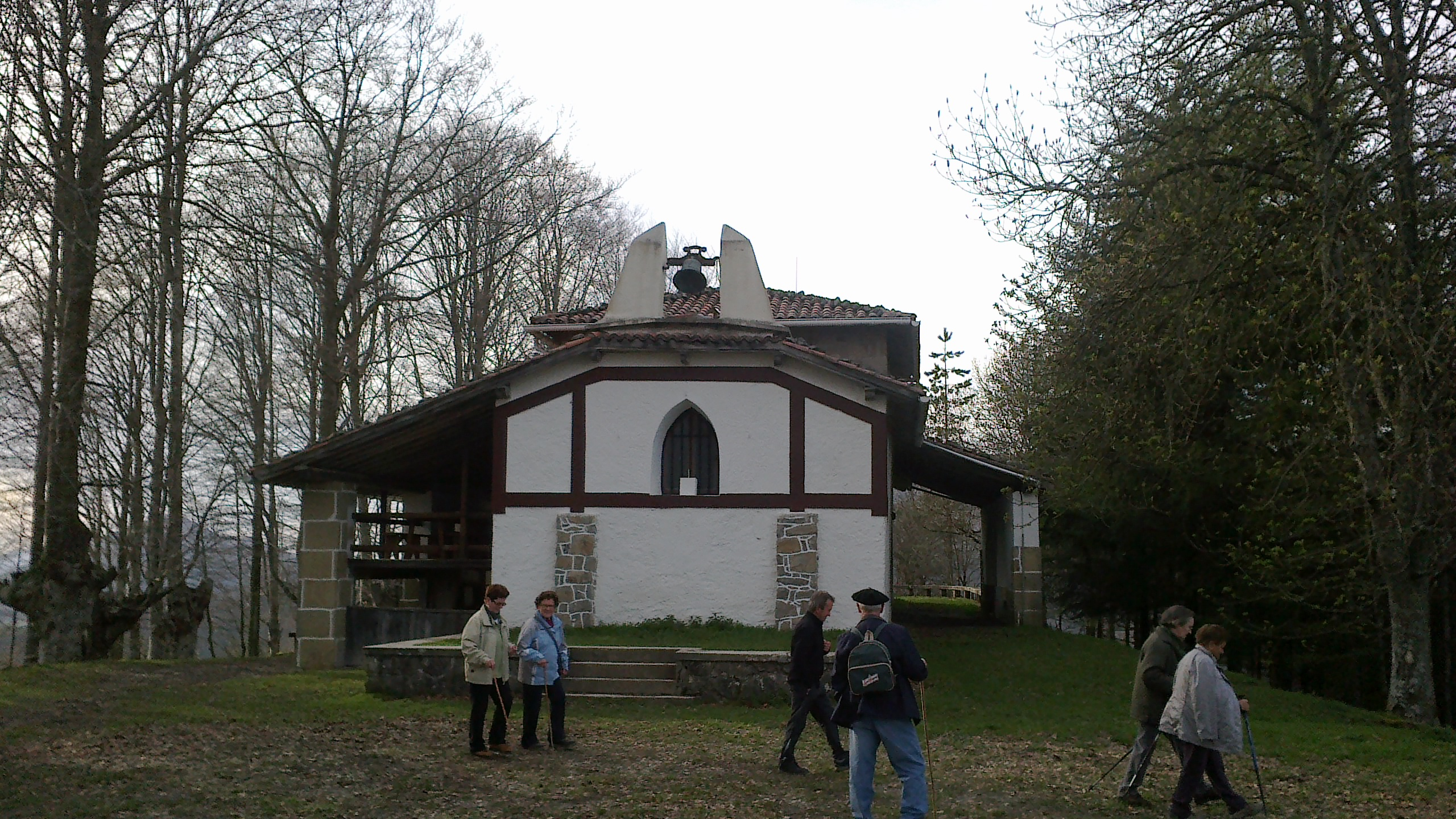
Ermita de Nuestra Señora de Kizkitza (Ichaso)

Ezquioga-Ichaso se encuentra enclavado en un paraje bastante montañoso del centro de la provincia de Guipúzcoa.

### Barrios
La capital del municipio es Santa Lucía de Anduaga (Santa Lutzi-Anduaga), un antiguo barrio de Ezquioga. Este barrio era el más dinámico y el que más se ha desarrollado desde la creación del municipio, acogiendo el ayuntamiento. Este desarrollo se produjo debido a la localización estratégica de Santa Lucía de Anduaga en el valle y junto a la carretera que une Zumárraga y Beasáin; mientras que los que son propiamente los pueblos de Ezquioga e Ichaso, se encuentran en localizaciones más apartadas y se han quedado estancados en cuanto a población y desarrollo. Casi toda la industria del municipio y buena parte de la hostelería se ubican así en Santa Lucía de Anduaga. El barrio tiene unos 260 habitantes. Además, el núcleo del barrio adoptó una pequeña trama urbana a lo largo del trazado de la carretera.
A la villa de Ezquioga (Ezkio) se accede a través de una carretera local que sale de Santa Lucía de Anduaga y que tras 4 km de ascenso llega al casco del pueblo. Este se encuentra a media ladera y está formado por un pequeño conjunto de casas en torno a la iglesia parroquial. El casco de Ezquioga es muy pequeño y solo tiene 34 habitantes. Sin embargo la población diseminada en caseríos en torno a Ezquioga es más numerosa y supera las 100 personas.
Otro barrio del municipio es Alegría (Alegia o Alegi). Alegría se sitúa también en el fondo del valle de Santa Lucía de Anduaga, en un estratégico cruce de caminos en el que convergen los caminos que bajan de Ichaso y Gaviria con la carretera que une Zumárraga con Beasáin. Este barrio está dividido entre Ezquioga-Ichaso, Gaviria y Ormáiztegui. La parte que pertenece a Ezquioga-Ichaso recibe el nombre de Ichaso-Alegría (Itsaso-Alegia) y tiene unos 60 habitantes.
Al pueblo de Ichaso (Itsaso) se accede a través de una carretera local que sale de Alegría y que llega al pueblo tras 3,5 km de ascensión. Es también un núcleo de unas pocas casas en torno a la iglesia parroquial.

## Historia
La primera mención escrita de Ezquioga data de 1385 y es un contrato de avecindamiento de Ezquioga a la villa de Villarreal de Urrechua. A partir de ese año Ezquioga pasa a depender de dicha villa aunque sin perder la propiedad de sus tierras y sus límites amojonados. Surgió poco después entre Urrechu y la villa de Segura un pleito por la posesión de Ezquioga, en la que la justicia dio la razón a Segura. El rey castellano Enrique III confirmó esa sentencia en 1405. En 1441 Ezquioga figura ya como una aldea unida a la villa de Segura. A principios del siglo XVI Ezquioga se separa de Segura y se une a la alcaldía mayor de Arería, a la que pertenecerá hasta el 13 de marzo de 1661, cuando se constituyó en villa independiente por privilegio real. En la guerra de la Convención vecinos de Ezquioga tuvieron una destacada participación en las luchas contra los invasores franceses.
La primera mención escrita sobre Ichaso aparece en un documento en el que los vecinos de la aldea presentan sus quejas al rey castellano Enrique III protestando por la violación de los Fueros en 1399 por parte de un recaudador de impuestos, y pidiendo al rey que esas prácticas desaparecieran. Ichaso fue, al parecer, una de las aldeas fundadoras de la alcaldía mayor de Arería. En 1461 el rey Enrique IV concedió a Ichaso la facultad de elegir el alcalde mayor de la alcaldía mayor de Arería.

### Las apariciones de Ezquioga[3]
Las supuestas apariciones de la Virgen en Ezquioga tuvieron mucho eco en la época en la que ocurrieron, aunque con posterioridad se ha tratado de cubrir un tupido velo sobre ellas. Comenzaron el 30 de junio de 1931 cuando los hermanos Antonia y Andrés Bereciartua vieron por primera vez a la Virgen. La noticia corrió como la pólvora y millares de personas comenzaron a acudir en peregrinación a la campa donde se había aparecido la Virgen. Las apariciones se multiplicaron, se dieron episodios de histerismo, espasmos y pérdidas de conocimiento en un ambiente de enorme fervor religioso. Las apariciones de Ezquioga contaron, sin embargo, desde un primer momento como contrapartida con un notable escepticismo procedente tanto de buena parte del clero, como de sectores laicistas de la sociedad de la época.
El hispanista católico irlándes Walter Starkie visitó Ezquioga cuando las apariciones estaban en su momento de máximo auge y dedicó un capítulo entero de su libro Spanish Raggle-Taggle a los sucesos de Ezquioga. Después de analizar las historias que le contaron y de ver los hechos que allí ocurrían, concluyó bastante convencido de que grupos derechistas y tradicionalistas estaban utilizando los sucesos de Ezquioga como herramienta política en su lucha contra la laica Segunda República Española, que se había proclamado dos meses antes de iniciarse las apariciones. Algunos de los mensajes que supuestamente había dado la Virgen a los videntes hablaban de una inminente guerra.
La Iglesia católica fue posicionándose en contra de las apariciones por dos motivos; por un lado al constatar una falta de evidencia sobrenatural en las apariciones y en segundo lugar, por temor a verse enredada en algún tipo de conspiración política. En 1933 la Iglesia prohibió primero la construcción de una basílica que se proyectaba en Ezquioga y declaró finalmente, tras más de dos años del inicio de las apariciones, que éstas eran falsas. A partir de 1934, debido al rechazo institucional de la Iglesia, el movimiento surgido en torno a Ezquioga fue languideciendo. Tanto la Iglesia como las autoridades republicanas estaban interesadas en cortar el movimiento y Ezquioga se convirtió en un lugar muy poco frecuentado y casi proscrito. Sin embargo, pequeños grupos de creyentes han mantenido su fe en las apariciones hasta hoy en día.
En 1932, Pío Baroja escribió la novela Los Visionarios que versaba sobre las apariciones de Ezquioga, retomada en 2001 por el director Manuel Gutiérrez Aragón en la película Visionarios. Asimismo, en 2007 el programa de televisión Cuarto Milenio le dedicó también uno de sus episodios a estos hechos.

### Nacimiento de Ezquioga-Ichaso
El actual municipio se crea en 1965 cuando se fusionaron los municipios de Ezquioga e Ichaso en un único ente municipal, y formalizado de nuevo en 2020 tras anularse la segregación de Ichaso de 2016.

## Demografía
Ezquioga-Ichaso cuenta con una población de 588 habitantes (INE 2024).
| Gráfica de evolución demográfica de Ezquioga-Ichaso entre 1970 y 2021 |
| |
| Población de derecho según los censos de población del INE Población de hecho según los censos de población del INEEntre el censo de 1970 y el anterior, aparece este municipio porque se fusionan los municipios Ezquioga y de Ichaso |

## Administración y política
| Partido político                                              | 2019  | 2019       | 2015  | 2015       | 2011  | 2011       | 2007  | 2007       | 2003        | 2003        | 1999  | 1999       | 1995  | 1995       |
| Partido político                                              | %     | Concejales | %     | Concejales | %     | Concejales | %     | Concejales | %           | Concejales  | %     | Concejales | %     | Concejales |
| Ezkio Eraikiz (E E)                                           | 84,50 | 7          | —     | —          | —     | —          | —     | —          | —           | —           | —     | —          | —     | —          |
| Partido Socialista de Euskadi-Euskadiko Ezkerra (PSE-EE PSOE) | 10,33 | 0          | 4,98  | 0          | —     | —          | —     | —          | —           | —           | —     | —          | —     | —          |
| Ezkio-Itsasokoak (E-I K)                                      | —     | —          | 86,29 | 7          | 94,43 | 7          | —     | —          | —           | —           | —     | —          | —     | —          |
| Partido Popular del País Vasco (PP)                           | —     | —          | —     | —          | 1,17  | 0          | 0,00  | 0          | 0,48        | 0           | —     | —          | —     | —          |
| Ezkio-Itsaso Herrikdeak (E-I H)                               | —     | —          | —     | —          | —     | —          | 49,07 | 4          | 94,76       | 7           | 49,39 | 3          | 49,72 | 4          |
| Ezkio-Itsaso Elkarlanean (E-I E)                              | —     | —          | —     | —          | —     | —          | 49,07 | 3          | —           | —           | —     | —          | —     | —          |
| Euskal Herritarrok (EH)-Herri Batasuna (HB)                   | —     | —          | —     | —          | —     | —          | —     | —          | Ilegalizado | Ilegalizado | 49,88 | 4          | 49,44 | 3          |

## Economía
Ezquioga-Ichaso ha sido tradicionalmente un municipio de carácter rural.
Sin embargo, actualmente solo un 3 % de la población activa se dedica a estas labores.
En la actualidad, sin embargo, destaca el sector industrial en el municipio. La falta de suelo industrial en los vecinos municipios del Alto Urola como Zumárraga han propiciado que en las últimas décadas se asentaran numerosas pymes industriales en Ezquioga-Ichaso. Estas se asentaron a lo largo de la carretera GI-632 que une Zumárraga con Beasáin y que pasa por el barrio de Santa Lucía de Anduaga, donde se ubica un polígono industrial.
Las 17 empresas asentadas en el municipio emplean a casi 500 trabajadores, una cifra que es casi comparable a la población del municipio y que supera ampliamente la población activa de Ezquioga-Ichaso. Esto se explica porque la industria local emplea a principalmente a vecinos de los municipios cercanos, especialmente del  Valle del Urola, en el Alto Deva. Las empresas del municipio están muy diversificadas y pertenecen a sectores diferentes: hay empresas de máquina-herramienta, estructuras metálicas, fabricación de piezas fibra de vidrio, software, equipos de aspiración, fundiciones, fabricación de hormigón, entre otras.